# تيد ونايت
تيد ونايت (بالإنجليزية: Ted Knight)‏ هو ممثل أمريكي، ولد في 7 ديسمبر 1923 في الولايات المتحدة، وتوفي بنفس المكان في 26 أغسطس 1986. من الجوائز التي نالها وسام القلب الأرجواني.

## أعمال

### أفلام
- (1960) سايكو

## جوائز
- وسام القلب الأرجواني

## وصلات خارجية
- تيد ونايت على موقع IMDb (الإنجليزية)
- تيد ونايت على موقع الموسوعة البريطانية (الإنجليزية)
- تيد ونايت على موقع أول موفي (الإنجليزية)
- تيد ونايت على موقع قاعدة بيانات برودواي على الإنترنت (الإنجليزية)
- تيد ونايت على موقع قاعدة بيانات برودواي على الإنترنت (الإنجليزية)
- تيد ونايت على موقع قاعدة بيانات الأفلام السويدية (السويدية)
- تيد ونايت على موقع إن إن دي بي (الإنجليزية)
- تيد ونايت على موقع قاعدة بيانات الفيلم (الإنجليزية)